# Martin Elmiger
Martin Elmiger (nascido em 23 de setembro de 1978) é um ciclista profissional suíço. Ele competiu nos Jogos Olímpicos de Verão de 2004 e 2012.